# Boavista Futebol Clube 2010-2011
Questa voce raccoglie le informazioni riguardanti il Boavista Futebol Clube nelle competizioni ufficiali della stagione 2010-2011.

## Rosa 2010-2011
| N. |                       | Ruolo | Calciatore      |
| -- | --------------------- | ----- | --------------- |
|    | Portogallo (bandiera) | P     | Tó Ferreira     |
|    | Portogallo (bandiera) | P     | Nuno Faria      |
|    | Portogallo (bandiera) | D     | Mário Silva     |
|    | Portogallo (bandiera) | D     | Jorge Ferreira  |
|    | Brasile (bandiera)    | D     | João Marcos     |
|    | Brasile (bandiera)    | D     | Michel          |
|    | Portogallo (bandiera) | D     | Diogo Leite     |
|    | Brasile (bandiera)    | D     | Araújo          |
|    | Portogallo (bandiera) | D     | Ribeiro         |
|    | Svizzera (bandiera)   | D     | Daniel          |
|    | Brasile (bandiera)    | D     | Diogo           |
|    | Portogallo (bandiera) | C     | Filipe Espincho |

| N. |                       | Ruolo | Calciatore     |
| -- | --------------------- | ----- | -------------- |
|    | Capo Verde (bandiera) | C     | Émerson        |
|    | Portogallo (bandiera) | C     | Jorge Silva    |
|    | Portogallo (bandiera) | C     | Cadinha        |
|    | Brasile (bandiera)    | D     | Edu            |
|    | Portogallo (bandiera) | C     | Pedrosa        |
|    | Portogallo (bandiera) | C     | Djibril Djalo  |
|    | Portogallo (bandiera) | A     | Renato Queirós |
|    | Brasile (bandiera)    | A     | Beré           |
|    | Brasile (bandiera)    | A     | Detinho        |
|    | Portogallo (bandiera) | A     | Formoso        |
|    | Portogallo (bandiera) | A     | Paulo Campos   |